# Simon Davies (inredare)
Simon Davies, född 6 december 1963 i England, är designer, inredare och programledare. Verksam i Sverige. Han var tidigare sambo med Tomas Cederlund.

## TV
- Roomservice - Kanal 5
- Från koja till slott - TV3
- Design: Simon och Tomas - TV3
- Rum för en stjärna med Simon & Tomas - TV3
- Sveriges fulaste hem - TV3
- USA:s fulaste hem - TV3